# Nenohi (1933)
El Nenohi (子日 festival de año nuevo del viejo Japón?) fue el segundo destructor de la Clase Hatsuharu. Sirvió en la Armada Imperial Japonesa durante la Segunda Guerra Mundial. 

## Historia
El 4 de julio de 1942, el Nenohi fue torpedeado y hundido por el submarino estadounidense USS Triton (SS-201), mientras escoltaba al portahidroaviones convertido Kamikawa Maru, al sureste de la isla de Attu, en la posición (52°15′N 173°51′E / 52.250, 173.850). El Nenohi zozobró a los dos minutos de ser alcanzado, con una pérdida de 188 vidas, incluyendo a su capitán, Saburo Terauchi. 38 supervivientes fueron rescatados por el destructor Inazuma.

## Oficiales al mando
- Oficial de equipamiento: Capitán de Fragata Konosuke Ueda - del 20 de mayo de 1933 al 30 de septiembre de 1933
- Capitán de Fragata Konosuke Ueda - del 30 de septiembre de 1933 al 9 de noviembre de 1935
- Capitán de Corbeta Sumitaka Nagai - del 9 de noviembre de 1935 al 1 de diciembre de 1936
- Capitán de Corbeta Jiro Okamoto - del 1 de diciembre de 1936 al 15 de diciembre de 1938
- Capitán de Corbeta Kiichi Shintani - del 15 de diciembre de 1938 al 10 de octubre de 1939
- Capitán de Corbeta Koushichi Sugioka - del 10 de octubre de 1939 al 10 de julio de 1940
- Capitán de Corbeta Sakuji Matsumoto - del 10 de julio de 1940 al 15 de noviembre de 1940
- Capitán de Corbeta Tomiji Chihogi - del 15 de noviembre de 1940 al 20 de abril de 1942
- Capitán de Corbeta Saburo Terauchi - del 20 de abril de 1942 al 4 de julio de 1942